# Cantón de Vázquez de Coronado
Vázquez de Coronado es un cantón de Costa Rica situado en el norte de la provincia de San José, sobre la meseta intervolcánica del Valle Central, y perteneciente en casi su totalidad a la Gran Área Metropolitana. El cantón cuenta con un total de 68 725 habitantes, según la última proyección demográfica del INEC, ubicándose así como el vigesimoprimero más poblado del país y el octavo de la provincia. Limita al noroeste con el cantón de Heredia, al oeste con el cantón de Moravia, al sur con el cantón de Goicoechea, al sureste con el cantón de Cartago, al este con el cantón de Oreamuno y al noroeste con el cantón de Pococí.
El cantón cuenta con una extensión territorial de 222,20 km², colocándose como el séptimo más extenso de la provincia. Su cabecera es el distrito de San Isidro, con categoría de ciudad, y cuenta con un total de cinco distritos: San Isidro, San Rafael, Dulce Nombre de Jesús, Patalillo y Cascajal.
Conocido popularmente como "Coronado", y fundado en el año de 1910, el cantón se destaca por sus principales actividades económicas: la ganadería, la producción de leche y la agricultura, colocando al cantón como un punto económico importante de la Gran Área Metropolitana y del país, dando lugar a diversas haciendas, fincas ganaderas y áreas de cultivo que se esparcen a lo largo de las rutas de su territorio. El cantón también se destaca por su abundancia de recursos naturales, esto porque su territorio es cubierto en cerca del 39% por el parque nacional Braulio Carrillo, que alberga muchas especies de animales y plantas.
Vázquez de Coronado también se destaca por su parroquia principal, la Parroquia San Isidro Labrador, una iglesia construida en 1930 y caracterizada por su estilo neogótico, lo cual la convierte en una estructura única en el país. Al norte del cantón también se encuentra el famoso Túnel del Zurquí, que atraviesa el cerro Hondura y que comunica al centro del país con la provincia de Limón. El cantón de Vázquez de Coronado cuenta con un Índice de Desarrollo Humano de 0,798, clasificado como alto.

## Toponimia
El topónimo de «Vázquez de Coronado» se origina como un homenaje al conquistador español y Juan Vázquez de Coronado y Anaya, quien nació en la ciudad de Salamanca, España, en 1523, y falleció en octubre de 1565 en un naufragio mientras regresaba de un viaje a España de camino hacia Costa Rica. 
El nombre del cantón es mencionado por primera vez en el decreto de creación del cantón, cuando el representante del cantón ante el Congreso Constitucional de Costa Rica, hombre de apellido Briceño, propuso que el nuevo cantón llevase el nombre de "Coronado" en honor al conquistador Juan Vázquez de Coronado. Mediante el acuerdo del Poder Ejecutivo n.º 3 del 7 de enero de 1975, se denominó al cantón con los apellidos del conquistador según dictamen favorable de la Comisión Costarricense de Nomenclatura del 9 de diciembre de 1974.

## Historia

### Orígenes
Los primeros asentamientos registrados en el territorio que hoy corresponden al cantón de Vázquez de Coronado se remontan al antiguo cacicazgo de Toyopán (nahuatl: teo-ti, dios, y pan, lugar), en el siglo XVI, gobernado por el rey Huetar Yorutsí y el cual se encontraba tributado al antiguo Reino Huetar de Occidente, una nación amerindia y uno de los dos grandes reinos indígenas de la parte central del país, reinado por el Cacique Garabito. En el territorio se han encontrado numerosos entierros con piezas de cerámica y piedra y numerosas huacas, todos ubicados en varios lugares de este territorio. Los más valiosos hallazgos arqueológicos fueron hechos en el actual distrito de San Rafael. Estas piezas arqueológicas de importancia que se han encontrado en la zona corresponden a los llamados «Altares de Toyopán», metates trípodes de panel colgante que representan el mito antropogénico en la cosmogonía de los indígenas del Valle Central de Costa Rica, y que en la actualidad se consideran invaluables objetos representativos del arte precolombino costarricense.
Tras la conquista del centro de Costa Rica, el español y Alcalde mayor de Nueva Cartago y Costa Rica, Juan de Cavallón y Arboleda, funda la ciudad de Castillo de Garcimuñoz en el occidente del Valle Central y procede a someter a los indígenas del Reino Huetar de Occidente, entre ellos a los del cacicazgo de Toyopán. Sin embargo, en 1562, Juan Vázquez de Coronado es nombrado como alcalde mayor de la provincia e inicia un proceso de "pacificación" en el territorio tras el sometimiento realizado por su predecesor. A partir de ello, Vázquez de Coronado entabla relaciones con el Cacique Yorutsí y forma una alianza con su cacicazgo y otros del ntral. Más adelante, el Cacique Aczarri, quien gobernaba otro cacicazgo del Valle Central, solicitó a Vázquez de Coronado su ayuda contra sus enemigos de los reinos de Quepo y Turucaca, quien accedió a ello. El Cacique Yorutsí ofreció cuarenta guerreros para apoyar en la ofensiva. 

Sobre los habitantes del territorio, decía Vázquez de Coronado, en su carta enviada al rey de España, Felipe II, que:
"Los naturales son vivos de ingenio, belicosos, mayores de cuerpo que otros, bien hechos. Imitan en la sutileza de las contrataciones a los mexicanos; tienen la ropa de algodón por extremo buena, gran cantidad de oro de todos los quilates."

Y más adelante, escribía sobre el sitio lo siguiente: "Finalmente, vuestra majestad tiene aquí uno de los mejores rincones de su reino."
En julio de 1563, Juan Vázquez de Coronado viaja a Nicaragua, dejando al sargento mayor Juan de Illanes de Castro en cargo. Sin embargo, al retorno de Vázquez de Coronado a Costa Rica, se encuentra con revueltas indígenas en la ciudad de Cartago y a algunos caciques encarcelados, entre ellos el Cacique Yorutsí, por lo que ordena la liberación de los caciques inmediatamente. Al año siguiente, Vázquez de Coronado moriría en un naufragio mientras regresaba de un viaje a España en camino hacia Costa Rica.
Durante los siglos XVII y XVIII, ciertas partes del sur de Vázquez de Coronado formaron parte de un territorio entonces llamado el Valle del Murciélago, que consistía de los hoy distritos de Guadalupe, San Vicente de Moravia, San Isidro de Coronado, La Uruca de San José y el cantón de Tibás. A principios del siglo XIX, ciertas familias comenzaron a poblar la hoy villa de San Antonio, en el hoy distrito de Patalillo.
En 1840, en el contexto de una organización administrativa del Estado que impulsó el gobierno de Braulio Carrillo Colina, se divide a San José en un total de 26 cuarteles, entre ellos el cuartel de San Isidro. Este cuartel, mediante la Ley n.º 22 del 1° de diciembre de 1841, pasó a formar parte del llamado barrio de San Juan (hoy la mayor parte del cantón de Tibás y parte de los cantones de Moravia y Vázquez de Coronado), parte del Departamento de San José. El barrio de San Juan quedaba dividido en cinco cuarteles: San Isidro de la Arenilla, San Vicente, San José, El Virilla y La Ermita. El cuartel de San Isidro de la Arenilla obtuvo esa denominación porque uno de sus primeros habitantes, Carlos Zúñiga, llevó dentro de sus pertenencias una imagen de San Isidro Labrador, motivo por el cual sus pobladores, católicos y agricultores eligieron como patrono a este Santo. El nombre de Arenilla se le asignó debido a la condición de sus terrenos, formados principalmente por arena.
En la Constitución Política del 30 de noviembre de 1848, se estableció una nueva división política y administrativa que contempló la nomenclatura de provincias, cantones y distritos parroquiales. De entre los distritos parroquiales del cantón de San José creados en esa ocasión, se encontraba San Isidro de la Arenilla como distrito parroquial. 
En 1864, se establece la primera ermita del actual cantón de Vázquez de Coronado, después de que 3 años antes el establecimiento de esta fuese denegada por las autoridades religiosas del momento. En ese mismo año el Censo Nacional muestra al distrito de San Isidro de la Arenilla con una población de 1 270 habitantes, siendo la gran mayoría personas menores de 25 años de edad. Este mismo censo registra que en San Isidro residió la persona más longeva de todo el cantón de San José en ese entonces, una mujer llamada Juana Cervantes de 100 años de edad.
El 24 de julio de 1867, por decreto n.º 20, se vuelve a dividir el territorio de la República para efectos Municipales, y por consiguiente, en 1872, San Isidro de la Arenilla pasó ahora a ser un distrito del cantón de San José.
En 1878, se erige la Parroquia de San Isidro del Labrador, con advocación al santo que lleva de nombre la iglesia, después de que el colono y agricultor José Ana Marín donara un terreno para erigir el templo.

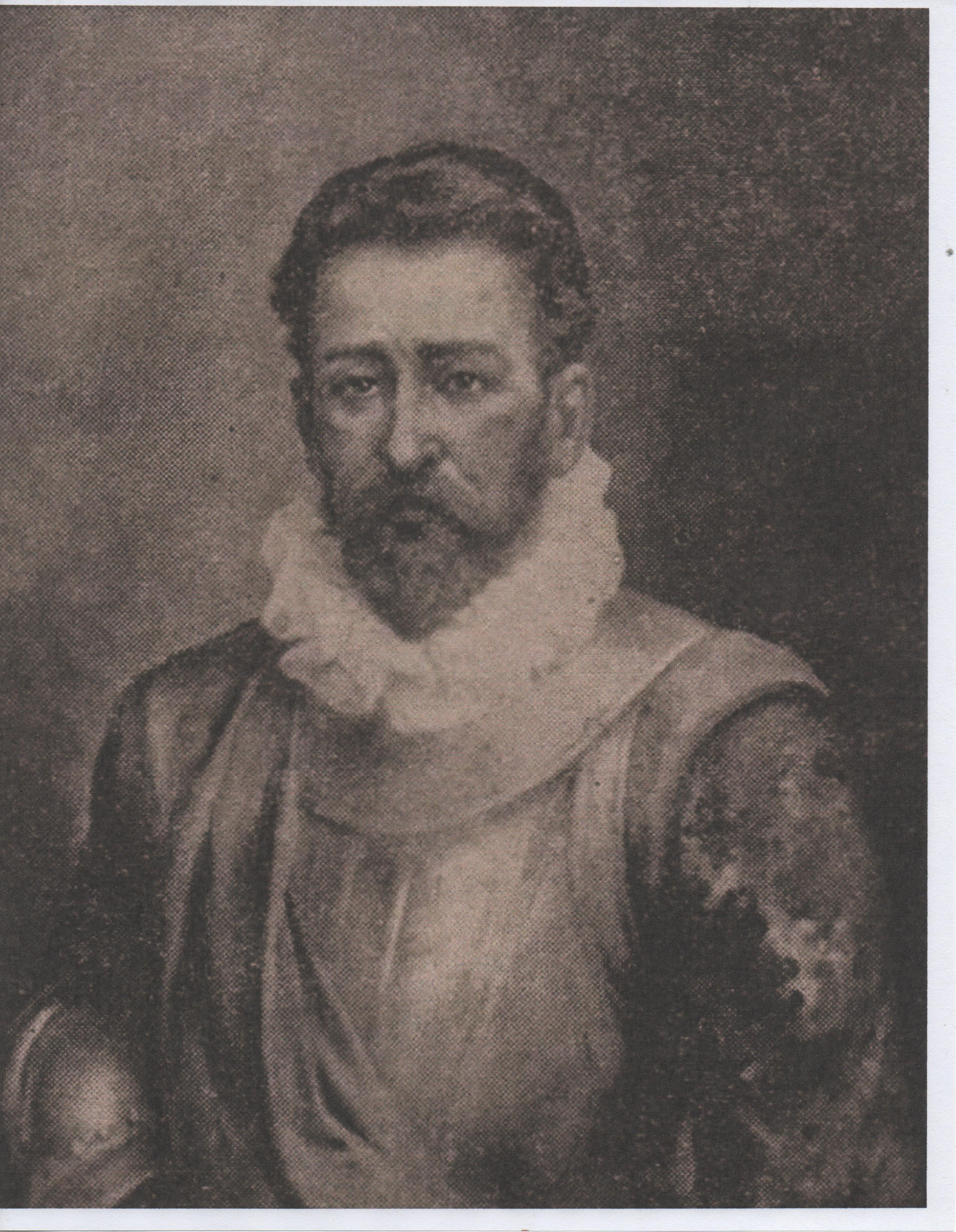
Juan Vázquez de Coronado y Anaya.

### Cantonato
Ante el mejoramiento de las condiciones de vida, el progreso y las riquezas naturales del distrito, los habitantes de San Isidro de la Arenilla presentaron una solicitud el 8 de julio de 1910 ante el Congreso Constitucional de Costa Rica, con el propósito de erigir un nuevo cantón en conjunto con otros poblados de la zona.
En la petición, los vecinos exponían sus condiciones de vida, su desarrollo, sus recursos naturales y su aspiración por constituirse como cantón, junto con el distrito de San Jerónimo (actualmente parte del cantón de Moravia).
La solicitud fue admitida por la Secretaría del Congreso y remitida a la Comisión de Gobernación y Policía el 15 de julio de 1910. Esta comisión estuvo integrada por los diputados Tobías Zúñiga Montúfar, J. B. Fonseca y C. Pupo, quienes recibieron la documentación el día 18. Posteriormente, a solicitud de la Comisión de Gobernación de la provincia de San José, se presentó un informe favorable sobre el desarrollo y progreso del distrito.
En el expediente aparece una gran cantidad de notas enviadas al Congreso por autoridades y vecinos de los pueblos que se unirían posteriormente en cantón algunas son para indicar su acuerdo, otras para manifestar su rechazo a los límites propuestos. Por ejemplo los vecinos del distrito de San Jerónimo enviaron un memorial al Congreso constitucional el 24 de julio de 1910, indicando que estaban de acuerdo con la intención de conformar un nuevo distrito. El agente principal de policía de San Isidro Don Gil Vega y el sindico procurador Don Higinio Vargas, también reafirmaron la veracidad de los límites propuestos, en memorial fechado 29 de junio de 1910. Desde el principio, la Comisión de Gobernación del Congreso rindió un informe apoyando la gestión de los vecinos de San Isidro.
En la ley n.° 17 del 15 de noviembre de 1910, durante el primer gobierno de Ricardo Jiménez Oreamuno, se erigió Coronado como cantón de la provincia de San José, designándose como cabecera a San Isidro, la cual mediante este mismo decreto se le otorgó el título de villa. En el decreto se fijan los límites del cantón, después de muchas disputas con comunidades colindantes, y se indican los nombres de los tres distritos que lo conformaron: San Isidro y San Antonio, San Rafael y San Pedro, y San Jerónimo y Jesús.
El 6 de enero de 1911 se llevó a cabo la primera sesión del Concejo Municipal de Vázquez de Coronado, integrado por los regidores propietarios, señores Ramón Arias Cordero, como presidente, Higinio Vargas Vargas, como vicepresidente. El secretario municipal fue don José Ballestero y el jefe político don Gil Vega. El 14 de enero de 1912 se inaugura la cañería del cantón.
El 22 de abril de 1920, la Municipalidad de Coronado firma un convenio con la empresa The Costa Rica Electric Light & Traction Co. Ltd, basada en Londres, para el suministro de alumbrado público en el cantón.
En 1938 se colocó la primera piedra del actual Palacio Municipal, bajo la presidencia de León Cortés Castro. El 10 de enero de 1968, por medio de la Ley n.º 4045, la villa de San Isidro recibe el título de ciudad.

La primera escuela se construyó en 1886, en la administración de Bernardo Soto Alfaro, con el nombre de José Ana Marín Cubero. En 1961, se inauguró un nuevo edificio escolar para la citada escuela, en el gobierno de Mario Echandi Jiménez. El Liceo de Coronado inició sus actividades docentes en marzo de 1970, en el gobierno de José Joaquín Trejos Fernández.

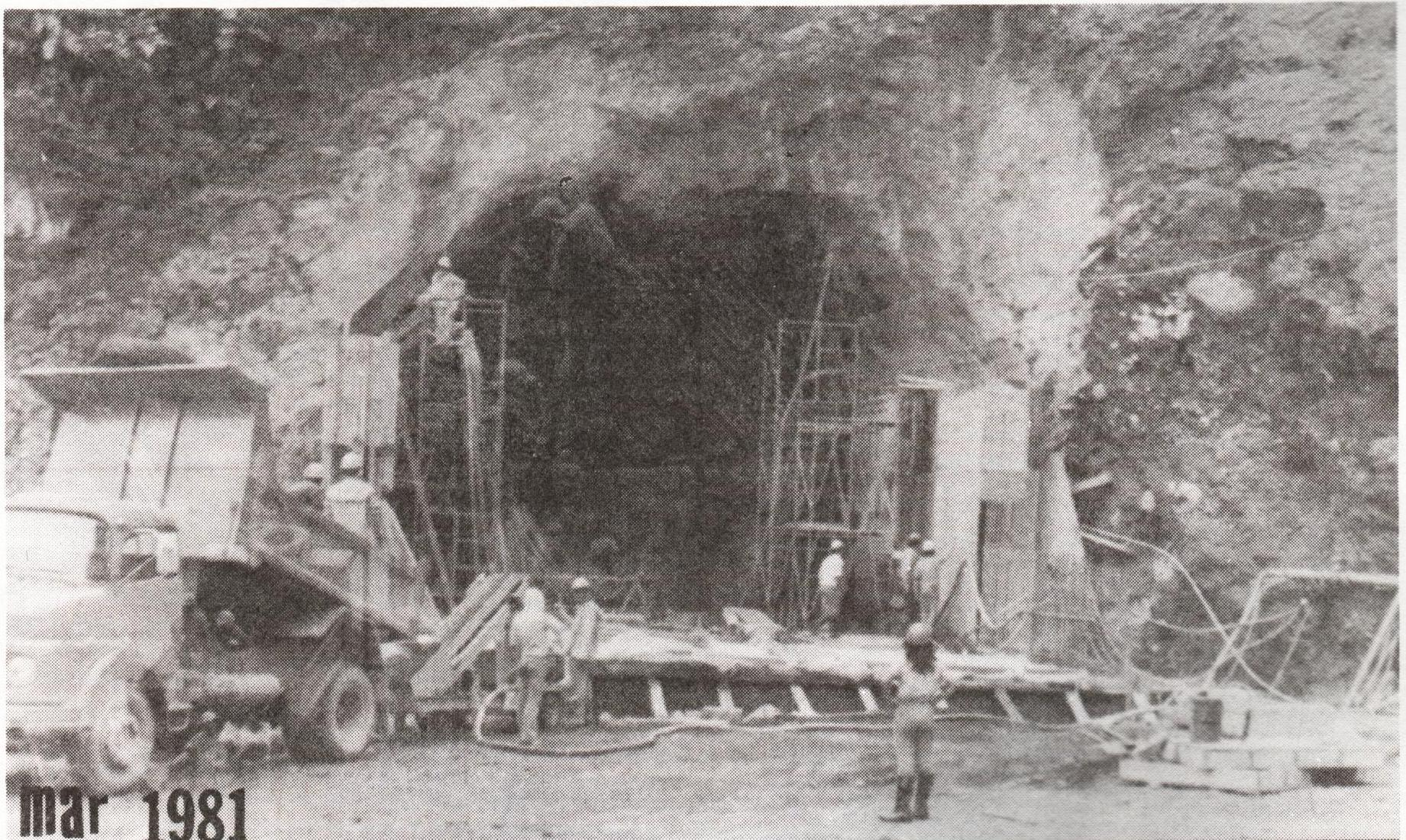
Construcción del Túnel del Zurquí en marzo de 1981.

Durante los acontecimientos de la Guerra Civil de 1948 se registraron hechos de violencia en Coronado, entre los que se pueden citar el asesinato a manos de la policía del dirigente ulatista Amadeo Chinchilla durante la llamada "Huelga de Brazos Caídos" en julio de 1947 y el ametrallamiento de la jefatura política en 1948. En enero de 1968 se escribe en Patio de Agua de Coronado el Manifiesto Democrático para una Revolución Social del Partido Liberación Nacional, orientado a un llamamiento a la reorganización interna de ese partido por parte de lo que se consideró el ala izquierdista interna. La misma surge de las reuniones efectuadas en el hogar del Rev. Dr. Benjamín Núñez Vargas.
En 1971, al cantón le es disminuido su territorio al modificarse sus límites territoriales, pasando de un área de 314,63 km² a un área de 222.20 km². Mediante acuerdo del poder ejecutivo n.º 3 del 7 de enero de 1975, se denominó al cantón con los apellidos del conquistador, pasando a denominarse Vázquez de Coronado, según dictamen favorable de la Comisión Costarricense de Nomenclatura de 9 de diciembre de 1974.
El 16 de octubre de 1979 inició la construcción del Túnel del Zurquí, que atravesaría el cerro Hondura y conectaría a la Gran Área Metropolitana con la provincia de Limón. El túnel se inauguró el 14 de septiembre de 1984 y posteriormente se le instaló la iluminación interna. La excavación de este túnel fue un éxito para los técnicos costarricenses que participaron en el proyecto, ya que con tecnología costarricense y a costa de muchos esfuerzos se logró pasar debajo de la montaña.
En de julio de 1988, la Madre Teresa de Calcuta  visita el país y se hospeda durante tres días en el cantón, propiamente en el asilo de las Misioneras de la Caridad.
En diciembre de 1989, los presidentes de Costa Rica, El Salvador, Guatemala, Honduras y Nicaragua se reunieron en el cantón durante la Sexta Cumbre de Presidentes Centroamericanos, donde emitieron la Declaración de San Isidro de Coronado con el objeto de examinar la delicada situación de Centroamérica en aquellos días y buscar una paz más firme y duradera.

## Gobierno local

### Alcaldía
Conforme al Régimen Municipal de Costa Rica, la alcaldía y las vice alcaldías del cantón son electas popularmente mediante sufragio universal cada cuatro años. En las elecciones municipales de Costa Rica de 2016, el candidato del Partido Republicano Social Cristiano, Rolando Méndez Soto, resultó elegido como alcalde por segunda vez consecutiva con el 40,07% de los votos totales. Los vicealcaldes son Nidia Jiménez Quirós y Eduardo Enrique Loría Méndez, ambos del mismo partido.
Alcaldes desde las elecciones de 2002.
| Periodo   | Nombre                   | Partido |
| --------- | ------------------------ | ------- |
| 2002-2006 | Rolando Méndez Soto      | PUSC    |
| 2006-2010 | Leonardo Herrera Sánchez | PLN     |
| 2010-2016 | Leonardo Herrera Sánchez | PLN     |
| 2016-2020 | Rolando Méndez Soto      | PRSC    |
| 2020-2024 | Rolando Méndez Soto      | PRSC    |

### Concejo Municipal
Al igual que la elección de la alcaldía y vice alcaldías, los integrantes del Concejo Municipal son electos popularmente cada 4 años. El Concejo Municipal de Vázquez de Coronado se integra por un total de 7 regidores, propietarios y suplentes, y 5 síndicos, propietarios y suplentes, y cuyo presidente es el regidor Ing. Fernando Gutiérrez Ortiz, quien fue ministro de Ciencia y Tecnología durante el gobierno del presidente Abel Pacheco, del Partido Unidad Social Cristiana, y su vicepresidente es la regidora María del Carmen Garro Molina, del Partido Auténtico Labrador de Coronado. Actualmente está integrado por:

Actual distribución del Concejo Municipal después de las elecciones de 2020.
|                                                                   |                                             |                  |           |
| Partidos políticos en el Concejo Municipal de Vázquez de Coronado |                                             |                  |           |
| Partido político                                                  | Partido político                            | Partido político | Regidores |
|                                                                   | Partido Republicano Social Cristiano (PRSC) |                  | 2         |
|                                                                   | Partido Unidad Social Cristiana (PUSC)      |                  | 2         |
|                                                                   | Partido Liberación Nacional (PLN)           |                  | 1         |
|                                                                   | Partido Nueva República (PNR)               |                  | 1         |
|                                                                   | Partido Auténtico Labrador (PALC)           |                  | 1         |

## Organización territorial
El cantón de Vázquez de Coronado se divide administrativamente en cinco distritos, siendo la cabecera el distrito de San Isidro. Cada distrito, según el Régimen Municipal de Costa Rica, posee un Concejo de Distrito el cual se encarga de velar por sus temas correspondientes, y se integra por los síndicos, propietarios y suplentes, y los concejales. Los distritos fueron designados mediante el decreto de creación del cantón, exceptuando al distrito de Cascajal, el cual fue creado no hasta el 30 de noviembre de 1988 al segregarse del distrito de Dulce Nombre de Jesús.
| Distritos del cantón de Vázquez de Coronado | Distritos del cantón de Vázquez de Coronado | Distritos del cantón de Vázquez de Coronado | Distritos del cantón de Vázquez de Coronado | Distritos del cantón de Vázquez de Coronado |
| #                                           | Distrito                                    | Área (km²)                                  | Población (2016)                            |                                             |
| ------------------------------------------- | ------------------------------------------- | ------------------------------------------- | ------------------------------------------- | ------------------------------------------- |
| 1                                           | San Isidro                                  | 5,14                                        | 18 234 habitantes                           |                                             |
| 2                                           | San Rafael                                  | 16,95                                       | 8 053 habitantes                            |                                             |
| 3                                           | Dulce Nombre de Jesús                       | 67,86                                       | 11 255 habitantes                           |                                             |
| 4                                           | Patalillo                                   | 1,97                                        | 23 270 habitantes                           |                                             |
| 5                                           | Cascajal                                    | 131,72                                      | 7 913 habitantes                            |                                             |

## Geografía

### Localización
El cantón de Vázquez de Coronado es el undécimo de la provincia de San José y tiene una extensión territorial de 222,20 km², y se encuentra ubicado en su totalidad dentro del Valle Central de Costa Rica, en el noreste de este. El cantón se extiende desde el norte de la Gran Área Metropolitana hasta el inicio de las llanuras del Caribe, al norte del cantón, y su anchura máxima es de veintisiete kilómetros, en dirección noreste a suroeste, desde la confluencia de los ríos Ipís, carretera regional n.º 102, que va de la ciudad de San Isidro a la de San Vicente de Moravia. En el distrito de Dulce Nombre de Jesús se encuentra el que es considerado como centro geográfico de Costa Rica, equidistante de cada una de las costas y de las fronteras.
| Noroeste: Heredia       | Norte: Heredia           | Noreste: Pococí   |
| Oeste: Heredia, Moravia |                          | Este: Oreamuno    |
| Suroeste: Moravia       | Sur: Goicoechea, Cartago | Sureste: Oreamuno |

### Relieve

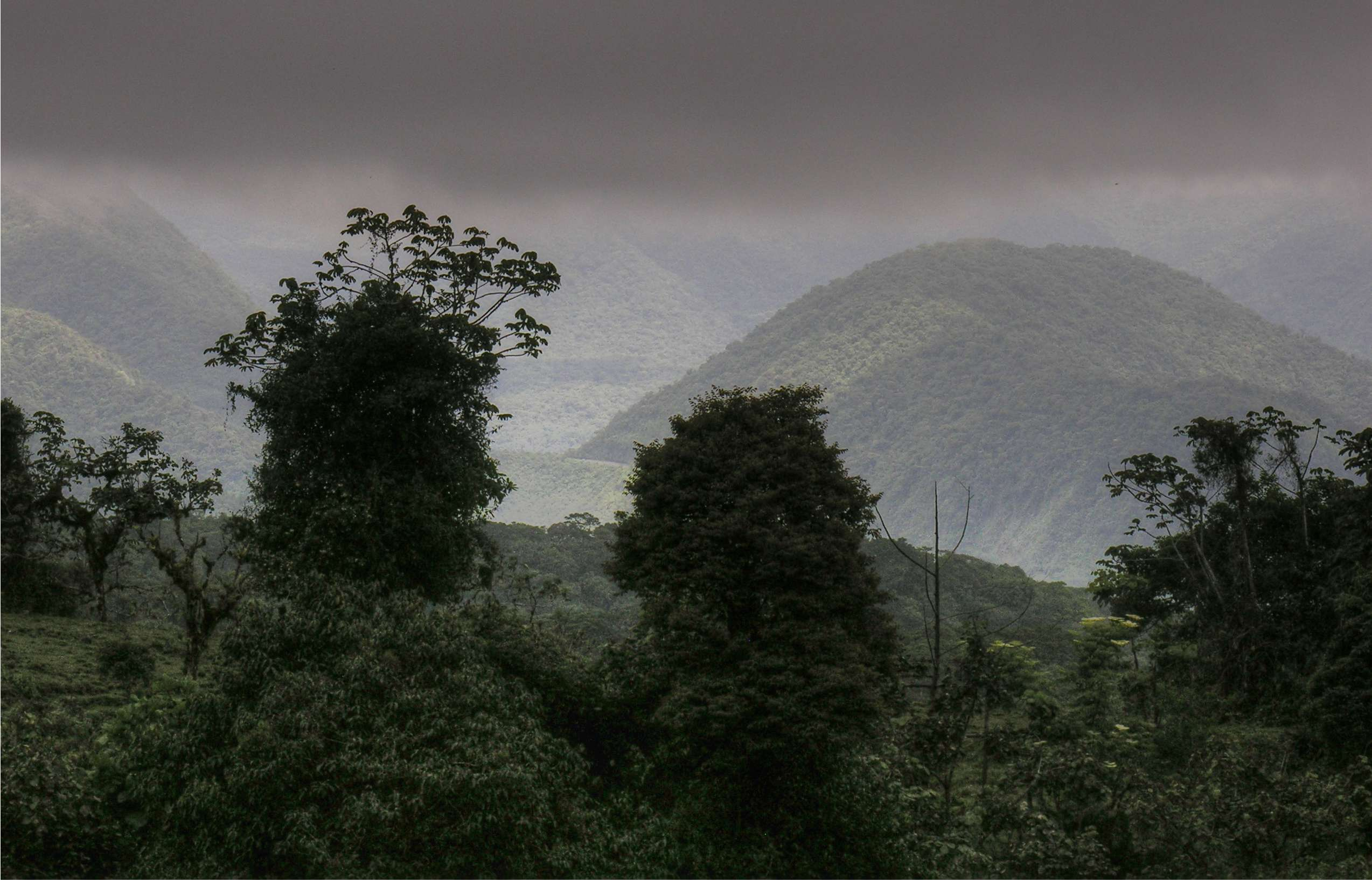
Paisaje montañoso en Vázquez de Coronado.

El cantón de Vázquez de Coronado cuenta con un relieve mayoritariamente montañoso y cuenta con suelos fértiles que dan paso a muchas áreas de cultivo y de producción ganadera, y tiene una elevación media de 1 385 m s. n. m.. Las elevaciones sobre el nivel del mar, del centro urbano de los poblados de distritos del cantón, son las siguientes: San Isidro, a 1 385 m.s.n.m, San Rafael, a 1 510 m.s.n.m, Dulce Nombre de Jesús, a 1 345 m.s.n.m, Patalillo, a 1 335 m.s.n.m, y Cascajal, a 1 800 m.s.n.m. El punto más alto del cantón es al sureste del cantón, en las falderas del Volcán Irazú, que llegan a tener una altitud de hasta 3 350 m.s.n.m. dentro de los límites del cantón. También destacan los cerros Tres Marías (1 725 m s. n. m.), Hondura (2 047 m s. n. m.) y Zurquí (2 119 m s. n. m.).

### Geología
El cantón de Vázquez de Coronado está constituido geológicamente por materiales volcánicos del periodo Cuaternario, siendo las rocas de la época Holoceno las que predominan en la región. De la época Pleistoceno se localizan lahares sin diferenciar, situados en el suroeste del cantón, a partir del poblado Alto de la Palma, Finca Santa Rosa, y hacienda Abigail. De la época Holoceno, se hallan rocas volcánicas y sedimentarias.

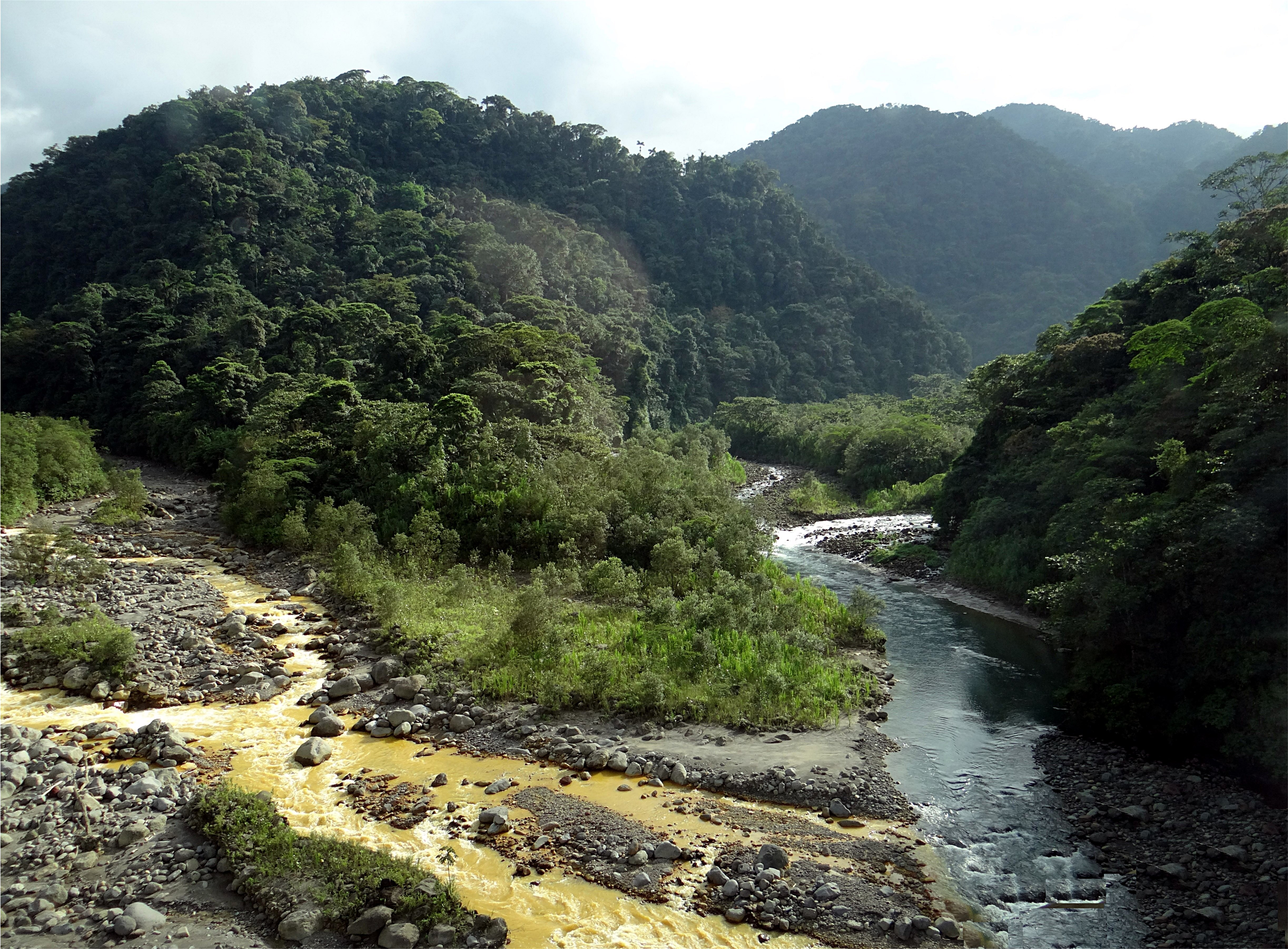
Confluencia de los ríos Sucio y Hondura, en el norte del distrito de Cascajal.

Las primeras corresponden a edificios volcánicos recientes y actuales, y piroplásticos asociados, los cuales comprenden la mayor área de la región; y a materiales volcánicos, tales como lavas, tobas y piroclastos, localizados en el sector aledaño a Patalillo. Las rocas sedimentarias corresponden a depósitos fluviales y coluviales, localizados en el sector desde la confluencia de los ríos Patria y Sucio, hasta unos cinco kilómetros aguas arriba de los citados ríos.

#### Geomorfología
El cantón forma parte de la unidad geomorfológica de origen volcánico, la cual se divide en dos subunidades, denominadas Volcán Irazú y Volcán Barva. La subunidad Volcán Irazú, se encuentra en la mayor parte del cantón, a excepción del sector aledaño al poblado Alto La Palma. Presenta laderas que tienen todo tipo de pendientes. El sector que corresponde a las cuencas Sucio y Patria muestran pendientes mayores a 30°. Los contornos de las lomas son redondeados debido al grueso espesor de cenizas recientes que cubre casi todo el macizo. El cerro Pico de Piedra, es un acúmulo de lava originada por su propio movimiento y el cerro Cabeza de Vaca podría ser un acúmulo de lava. La subunidad está compuesta por rocas volcánicas tales como brechas, lavas, tobas, aglomerados, ignimbritas, ceniza y también muchas corrientes de lodo y lahares.

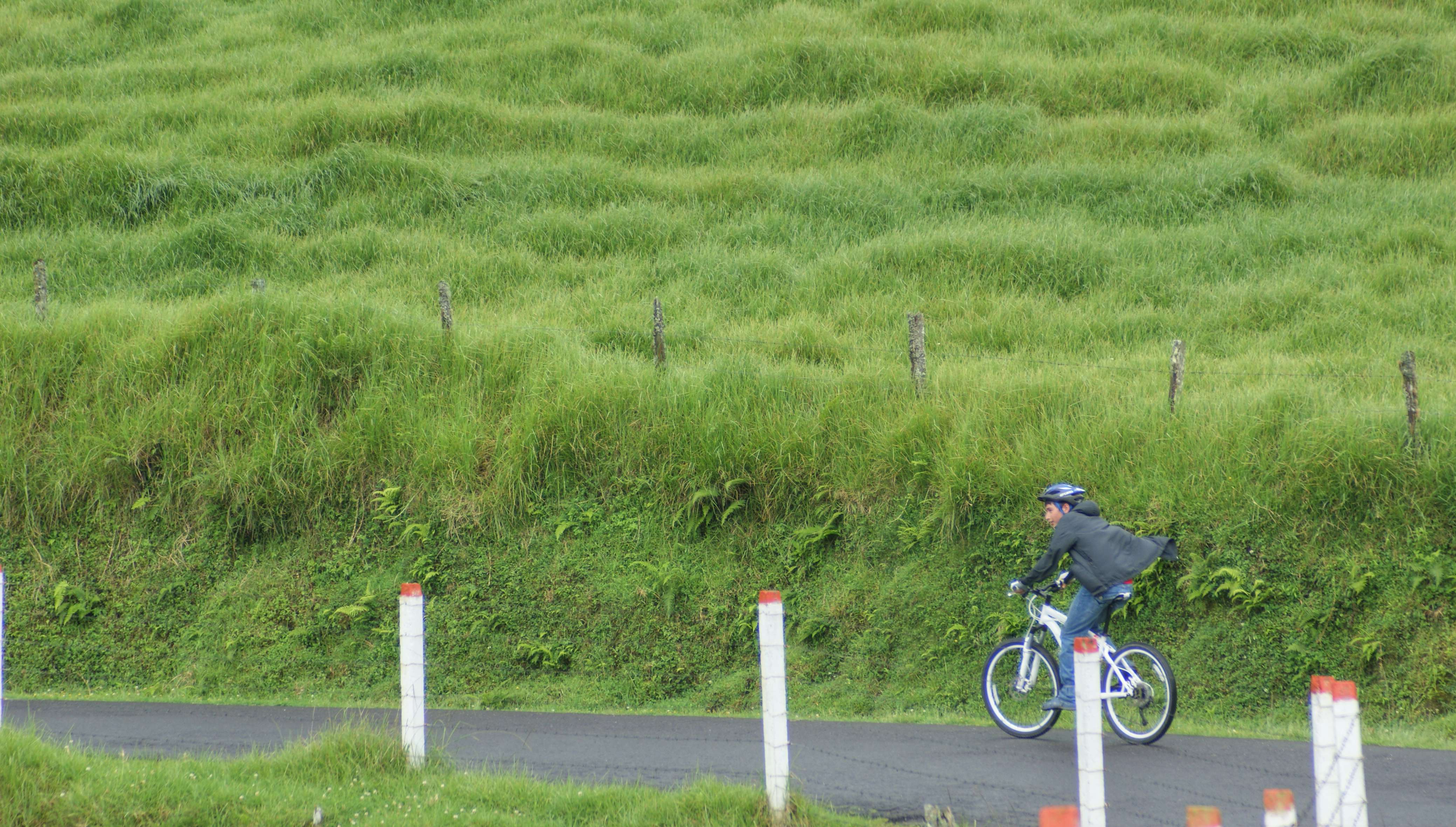
Vía en una zona rural del cantón de Vázquez de Coronado.

El grado de meteorización de las rocas es muy variable. Su origen se debe a la acumulación de rocas volcánicas de diferente tipo. La erosión ha tomado parte en el labrado del sistema de drenaje, con carácter radial. El lado de la vertiente norte es más escarpado como consecuencia de la mayor precipitación que recibe.
La subunidad Volcán Barva, se localiza en las proximidades del poblado Alto La Palma, la cual corresponde al macizo del Volcán Barva. Sus laderas tienen pendientes muy variadas. Se compone de lavas viejas con tendencia a ser basálticas y las más recientes se presentan más andesáticas; así como, hay todo tipo de rocas volcánicas como lavas, aglomerados y piroclastos. Su origen se debe en su mayoría a las actividades volcánicas. El cerro Hondura es una manifestación de esta actividad.

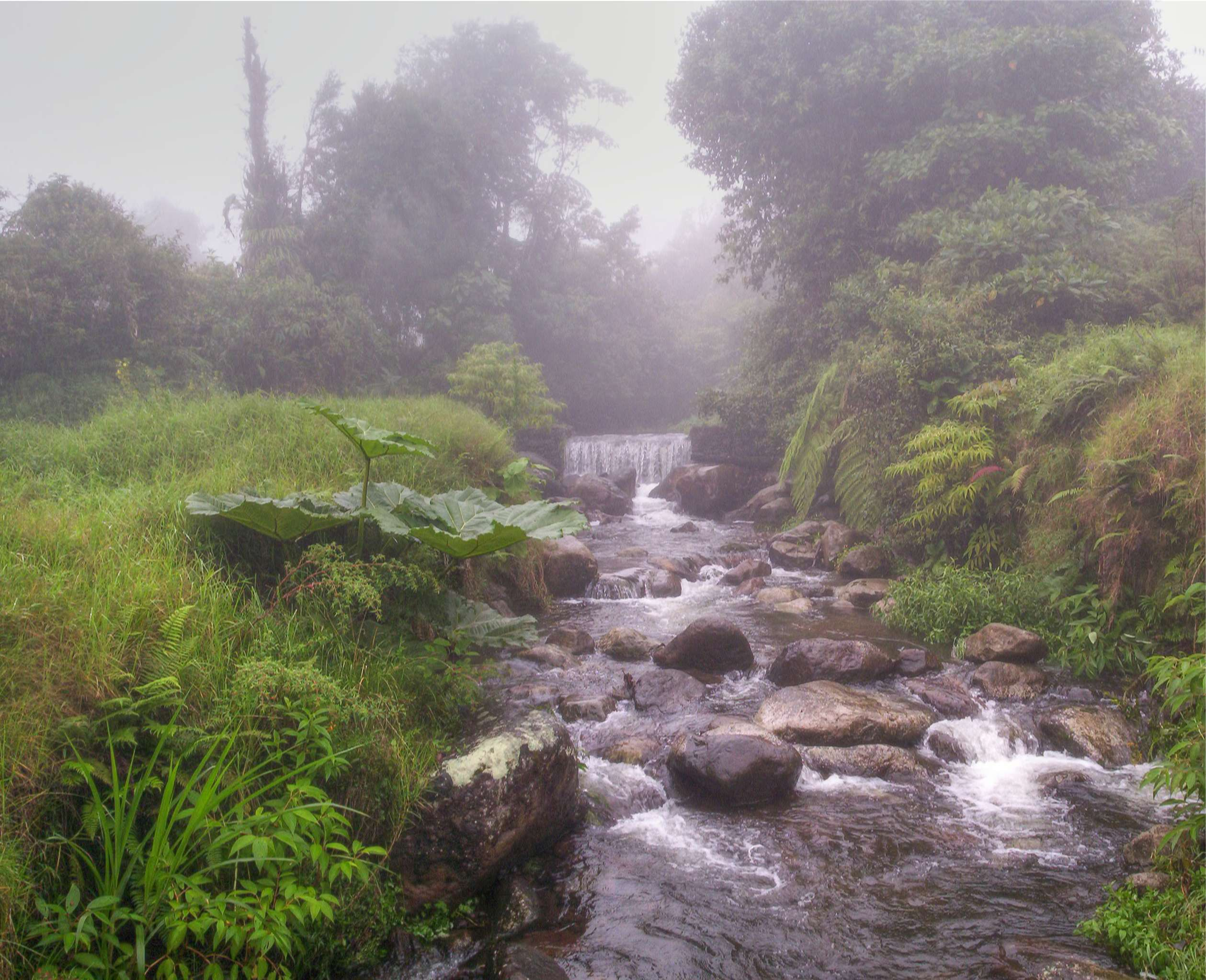
Vista de una quebrada en el distrito de Cascajal.

### Hidrografía
El sistema fluvial del cantón de Vázquez de Coronado pertenece a ambas vertientes del Caribe y del Pacífico. La primera pertenece a la cuenca del río Chirripó, la cual pertenece a su vez a la subvertiente norte. Esta es  drenada por los ríos Patria y Sucio; a este último se le une el río Hondura y sus afluentes los ríos Blanco y Cascajal. Estos ríos nacen en el cantón, en la ladera norte de la Cordillera Volcánica Central, y van en un rumbo de sureste a noroeste y de norte a sur. Además, los ríos Sucio, Patria y Hondura funcionan también como límites cantonales, el primero con el cantón de Oreamuno, el segundo con el cantón de Heredia y el tercero con el cantón de Moravia.
Por otra parte, la vertiente del Pacífico pertenece a la cuenca del río Grande de Tárcoles. Esta es drenada por el río Virilla con sus afluentes los ríos Durazno y Macho y la Quebrada Varela, lo mismo que por los ríos Ipís y Agrío. Estos ríos nacen en el cantón, en la ladera sur de la Cordillera Volcánica Central, y presentan un rumbo en dirección de este a oeste y de noreste a suroeste. Los Ríos Ipís, Durazno y Macho funcionan como límites cantonales con Goicoechea y Moravia.

### Clima
El clima de Vázquez de Coronado es tropical monzónico (tipo Am), y cuya época seca va desde diciembre hasta marzo, y la lluviosa desde mayo a octubre, típico del clima del Valle Central. Cuenta con una temperatura que oscila entre los 15 y 20 °C, entre las más bajas del Gran Área Metropolitana, y precipitaciones que incluso superan los 5 000 mm al año. 

### Flora y fauna
El cantón de Vázquez de Coronado se destaca por su abundancia de recursos naturales. En el norte del cantón se ubica el Área de conservación Central, la cual abarca el 41% del territorio de Vázquez de Coronado. Dentro de esta reserva, la cual se expande más allá de los límites del cantón, se encuentran el parque nacional Braulio Carrillo, que abarca el 39% del territorio del cantón, y parte del parque nacional Volcán Irazú. En total, cerca del 85% del territorio de Vázquez de Coronado corresponde a áreas protegidas y parques nacionales. Estas reservas albergan a más de 6 000 especies de plantas como orquídeas y helechos, epifitas como bromelias, musgos, líquenes, peperomias, orquídeas y helechos, árboles, aráceas, helechos y muchos otros.
También se pueden encontrar animales como dantas, pumas, jaguares, monos colorados, leones briceños, martillas, congas, armadillos, monos cariblancos, manigordos, tepezcuintes, venados, yigüirros, águilas solitarias, zopilotes, quetzales, ranas, sapos y muchos otros.

## Economía
De acuerdo al Censo Nacional del 2011, la población activa del cantón se concentra mayoritariamente en el Sector Terciario o sector de servicios en cerca del 82,3%, mientras que en el Sector Secundario se concentra el 16,7% y en el Sector Primario el 1,0%. Sin embargo, no es por el Sector Terciario que el cantón se ha destacado históricamente, sino por el Sector Primario. En el cantón, especialmente en los distritos más rurales como San Rafael, Dulce Nombre de Jesús y Cascajal, destacan las actividades agropecuarias como el cultivo de café, hortalizas y plantas ornamentales, y la ganadería, por lo que es común encontrar en las rutas del cantón haciendas, fincas ganaderas y áreas de cultivo que cautivan también a personas de otras áreas del país, por lo que el turismo es también un sector importante en el cantón.
Gracias también a la presencia del parque nacional Braulio Carrillo en el cantón, el ecoturismo es también una parte importante de la economía del cantón, especialmente en el área llamada Bajo la Hondura, donde se pueden encontrar diversos senderos que son destinos de ciclistas y muchas otras personas anualmente.
En el cantón de Vázquez de Coronado se pueden encontrar a instituciones gubernamentales como el Comité Olímpico Nacional, el Instituto de Investigación Clodomiro Picado Twight de la Facultad de Microbiología de la Universidad de Costa Rica, abocado a la investigación con ofidios y sueros contra el veneno de estos animales, o el Consejo Nacional para Investigaciones Científicas y Tecnológicas (CONICIT). El cantón también sirve como sede a dos organismos internacionales: el Instituto Interamericano de Cooperación para la Agricultura (IICA) y a la sede de la Organización de los Estados Americanos (OEA) en Costa Rica, ambos en el distrito de San Isidro.
Por otra parte, de acuerdo con el Índice de Competitividad Cantonal, el cantón de Vázquez de Coronado se ubica en el puesto 39.º a nivel nacional, destacándose en las áreas de número de evaluaciones de impacto ambiental por permiso de construcción, porcentaje de viviendas con teléfono fijo y cobertura y calidad de red móvil 3G.

## Infraestructura

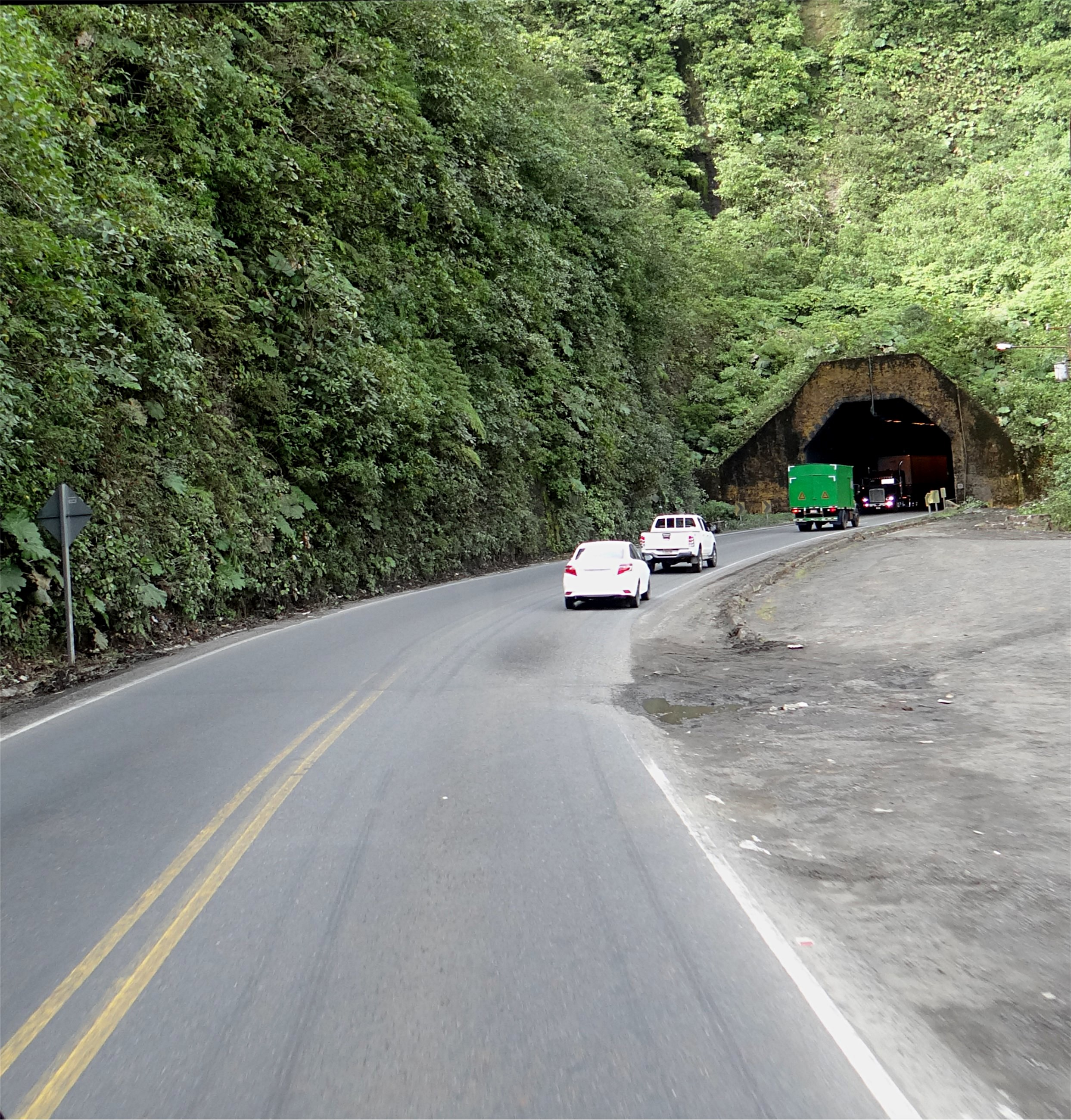
Vista del Túnel del Zurquí sobre la ruta 32.

### Vías de comunicación
La principal carretera del cantón de Vázquez de Coronado es la carretera 102, que inicia en el parque de Tibás y finaliza en la esquina suroeste del parque en el centro de San Isidro, conectando a los distritos de Patalillo y San Isidro, y ambos con el cantón de Moravia y Tibás. Por otro lado, al norte del cantón, se ubica la Carretera Braulio Carrillo (ruta 32), pero debido a su lejanía con el centro del cantón, es imposible llegar vialmente a esta desde cualquier distrito.
Entre otras carreteras importantes se pueden mencionar: la vía 216, que conecta al distrito de Ipís de Goicoechea con San Isidro, y luego a San Isidro con el resto de distritos, y la vía El Rodeo, que conecta a San Isidro con el poblado de El Rodeo.

#### Túnel del Zurquí
En la ruta 32 se encuentra el popular túnel del Zurquí, inaugurado el 14 de septiembre de 1984 y localizado en el territorio del distrito de Dulce Nombre de Jesús, Permite el tránsito entre San José y Guápiles por medio de la Carretera Braulio Carrillo. Es una estructura construida por la compañía Kier International Limited y constituida por arcos de acero y un recubrimiento de concreto de un máximo de 75 centímetros de espesor. Cuenta con una longitud de 562 metros.
Las obras iniciaron el 16 de octubre de 1979 con la construcción del túnel piloto que atravesó la montaña y se inauguró el 14 de septiembre de 1984, posteriormente se le instaló la iluminación interna. La excavación de este túnel fue un éxito para los técnicos costarricenses que participaron en el proyecto, ya que con tecnología costarricense y a costa de muchos esfuerzos se logró pasar debajo de la montaña.

#### Parque de las Américas
La construcción del parque de las Américas, se decidió por el acuerdo No 68-089 de la municipalidad, el 26 de febrero de 1968. El 24 de agosto de 1968, aparece José Méndez Rivera, como maestro de obra en la construcción del parque. Posteriormente el Consejo Municipal tomó el acuerdo de llamar al parque con el nombre de parque Amadeo Chichilla, quién murió en la guerra de 1948.

## Demografía
De acuerdo con las proyecciones del Instituto Nacional de Estadística y Censos (INEC), para 2016 el cantón de Vázquez de Coronado contaba con una población de 68 725 habitantes, siendo el vigesimoprimero cantón de Costa Rica más poblado, siendo además su densidad poblacional 4 196,1 habitantes por km².
Del total de la población, 33 186 habitantes, que representa 24.84% del total de la población del cantón, se concentra en el distrito de Purral, el más poblado. Le sigue, el distrito de Ipís con un 22.56%, Guadalupe con un 16.89%, Calle Blancos con un 16.69%, Mata de Plátano con un 15.02%, Rancho Redondo con un 2.52%, y por último San Francisco con un 1.67% del total de población.
De acuerdo con el Atlas de Desarrollo Humano Cantonal de Costa Rica 2016, el cantón cuenta con una esperanza de vida de 80,5 años y una alfabetización del 99,0%.
De acuerdo al Censo Nacional del 2011, el 9,5% de la población nació en el extranjero. El mismo censo destaca que había 32 520 viviendas ocupadas, de las cuales, el 68,0% se encontraba en buen estado y había problemas de hacinamiento en el 4,3% de las viviendas. El 98,5% de sus habitantes vivían en áreas urbanas. Además, la escolaridad promedio alcanza los 9,8 años.
| Evolución de la población de Vázquez de Coronado entre 1864 y 2016 |
| ------------------------------------------------------------------ |
|                                                                    |

## Cultura

### Símbolos

Bandera diseñada por alumnos de la escuela de Dulce Nombre.

#### La bandera
La Bandera fue diseñada por Roger Arias Zúñiga, Cristian Sánchez Cabrera y Cristian Rodriguez Brenes, alumnos de la escuela de Dulce Nombre, quienes ganaron un concurso convocado por la Municipalidad para tal fin. El color celeste de la bandera representa al cielo azul, que permanece siempre claro sobre todo el cantón, el color blanco representa el fruto del trabajo de los hombres en el campo lechero, y el color verde de la bandera representa los campos lecheros del cantón. Las estrellas de la bandera representan a los cinco distritos del cantón.

Diseño elaborado por Amparo Cruz Zúñiga.

#### El escudo
El escudo del Cantón fue diseñado por la profesora Amparo Cruz Zúñiga y acogido por la Municipalidad según acuerdo 75-15 del 8 de setiembre de 1975. Posee en el centro enmarcado, tres cerros y un volcán, entre los cuales se asoma un sol naciente, en las faldas de los cerros hay árboles y ganado lechero y de dichas faldas nace un río que recorre toda la extensión. En la parte inferior del marco aparece un manojo de flores y frutos, a ambos lados y uniéndose al centro con el año de fundación, 1910. Aparecen dos lecheros a cada lado del marco con sus trajes de esta región, sosteniendo una corona de laurel. Arriba un blasón con el nombre de Vázquez de Coronado.
El volcán y los cerros del escudo da una idea de la localización del cantón, limitado al este por el volcán Irazú y algunos cerros, así como su topografía que es en parte quebrada y en poca porción llana. El sol naciente representa la pujanza del pueblo en su afán de trabajo y desarrollo. El río da la idea de que Coronado es una tierra fértil, por donde cruzan y nacen gran cantidad de ríos, que sirven de proveedores de agua a los cantones vecinos. Los árboles representan a las grandes extensiones montañosas del Cantón, así como la existencia de fincas de gran valor forestal y de zonas de protección ambiental. Los lecheros representan a los valerosos hombres que han ido forjando el cantón, a través de su trabajo, con gran tesón y esfuerzo. La corona de laurel enarbola las grandes hazañas que se realizaron para el desarrollo del pueblo que está en crecimiento y constante progreso.

#### Himno del Cantón Vázquez de Coronado
El 9 de enero de 1990, mediante el acuerdo municipal 90-263--6, se realizó la declaratoria del Himno oficial del Cantón Vazquez de Coronado, Se transcribe a continuación: 
Hoy cantamos henchidos de gozo,
al trabajo, a la paz y la unión,
de este pueblo viril laborioso,
que es orgullo de nuestra Nación.

Coronado tierra florida,
bajo un cielo radiante de luz, 
a los pueblos hermanos convida
con su clima factor de salud.

Sus colinas, sus aguas, su cielo,
sus ganados que vida nos dan, 
los productos que brinda su suelo,
son riqueza  fama mundial.

Tierra hermosa ya asoma la Aurora, 
del progreso feliz provenir,
levantad juventud redentora,
levantad que ya suena el Clarín. 

Letra: Jose Trinidad Mora

Musica: Victor Manuel Fonseca

#### Parroquia de San Isidro

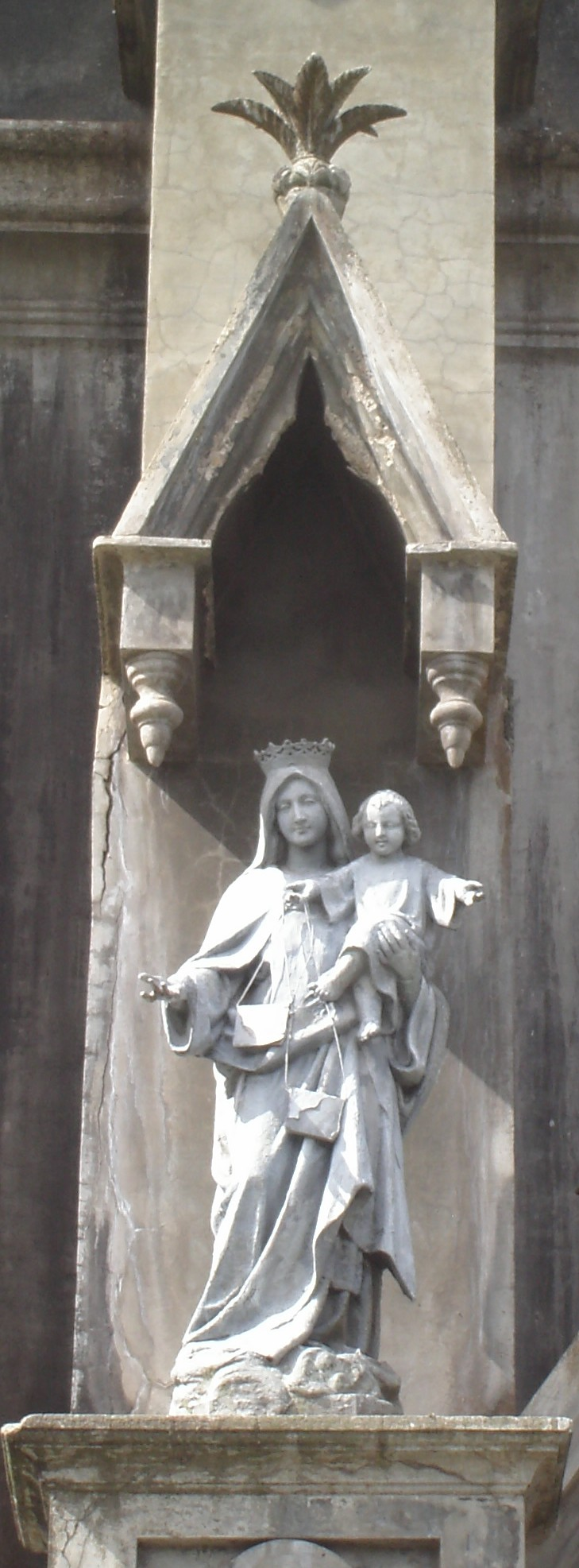
Nicho en la fachada de la Parroquia San Isidro Labrador.

La Parroquia San Isidro Labrador fue construida en la década de 1930 después de que una antigua iglesia que se encontraba en el actual

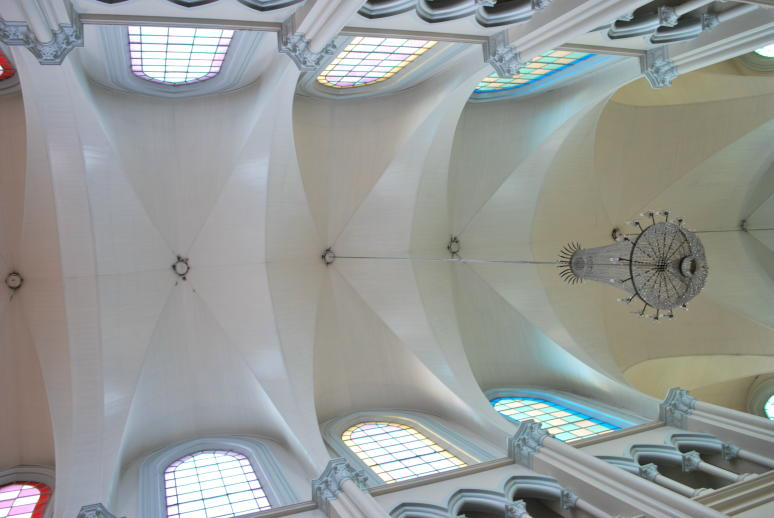
Vista de la bóveda de la Parroquia de San Isidro Labrador.

terreno se derrumbara a causa de un sismo en el año de 1910. La iglesia es de estilo neogótico, única en el país.
El 25 de febrero de 1929, tras el pago de un 30% del valor de los materiales correspondientes a la estructura de acero, la empresa Krupp, de Alemania, comienza a enviar los materiales necesarios para la construcción. Tras la adquisición de las herramientas necesarias y la preparación de la logística precisa se comienzan a excavar los cimientos en agosto. En noviembre llega a Costa Rica el armazón metálico en el vapor "Antioquia" al puerto de Puntarenas y de allí en ferrocarril hasta a Plaza Víquez y desde allí hasta su destino por carretera con ayuda del pueblo. Las piezas del armazón llegaron en carretas de bueyes que todos los vecinos de Coronado y de los pueblos de alrededor cedieron, hubo noches que había más de 50 carretas trabajando en el acarreo de piezas de Plaza Víquez a Coronado.
Los cimientos, construidos a 4 metros de profundidad, fueron sendas planchas de metal de 1 x 2m sobre las cuales se iban levantando las naves. Trabajaban voluntariamente muchos feligreses que con su esfuerzo vieron como se iba alzando el hermoso templo gótico.
El arquitecto diseña techos de hormigón pero los vecinos, por temor a los sismos y el daño que pueden hacer las placas de hormigón al caer desde el techo, proponen que sean de madera. La propuesta del pueblo se recoge y se construye en madera (lo que dio el resultado buscado en los terremotos de abril y junio de 1983).
Se realizaron algunos cambios sobre el proyecto original, se eliminaron las torres y los rosetones góticos, siendo estos sustituidos por unos de estilo clásico, las ventanas se simplificaban y se agregó, una serie de ángeles en los pináculos superiores. Se construyó la torre y se le puso el antiguo reloj (aunque con problemas por sobre dimensionar la actuación, al pasar de manejar una esfera a manejar cuatro).
Se completó la torre con las campanas necesarias. Las campanas se adquirieron en Francia a la casa Les Fils de Georges Paccard. Se compraron, una campana de MI de 1 050 kg de peso y 1,8 metros de diámetro y otra de SOL de peso 650 kg y un diámetro a la base de 1 metro.

##### Declaratoria como bien patrimonial
El 31 de octubre del 2016 se firmó un acuerdo que declara e incorpora al Patrimonio Histórico - Arquitectónico de Costa Rica, el inmueble de la Iglesia San Isidro. Entre los considerandos se citan lo siguiente:
1°- Que la Iglesia de San Isidro de Coronado es uno de los mejores ejemplos de la arquitectura religiosa neogótica, construida en la tercera década del siglo XX en Costa Rica. 2°- Que por ello constituye un valioso documento y testimonio de la historiografía de la arquitectura y la construcción en Costa Rica. 3°- Que esta edificación como obra material, logra trascender el plano urbano espacial y se constituye como imagen significante que ha conformado y arraigado sentimientos de pertenencia e identidad en los habitantes de la comunidad en particular y de todo país. 4°- Que el inmueble posee valores de excepcionalidad, integridad y autenticidad que ameritan su protección y conservación para el disfrute de las actuales y futuras generaciones de costarricenses. 5°- Que los jardines que conforman el inmueble constituyen el vínculo y correspondencia de este con el contexto urbano que lo contiene, específicamente el Parque y el Palacio Municipal. 6°- Que es deber del Estado salvaguardar el patrimonio cultural e histórico - arquitectónico del país.
Esta declaratoria prohíbe la demolición del inmueble e igualmente su remodelación parcial o total sin la autorización vía del Centro de Investigación y Conservación del Patrimonio Cultural del Ministerio de Cultura, Juventud y Deportes. El decreto ejecutivo n.º 33635-C 54, publicado en la gaceta el 16 de marzo de 2007, fue firmado el 31 de octubre de 2006, por el presidente de la república de ese entonces, el doctor Óscar arias Sánchez y por María Elena Carballo Castagnaro Ministra de Cultura, Juventud y Deportes.

#### Día de San Isidro Labrador
Esta celebración se lleva a cabo cada 15 de mayo en el Cantón, en conmemoración al patrono San Isidro Labrador. Entre algunas de las actividades que se realizan como celebración se encuentran los desfiles de boyeros, populares en varias partes del país incluyendo a Vázquez de Coronado. En este día también se realiza la tradicional "pasada" frente a la Parroquia San Isidro Labrador, donde se desfila con una estatua de San Isidro Labrador. A la "pasada" también es popular llevar a mascotas y animales de ganado.

### Educación

#### Escuelas
- Escuela Estado de Israel
- Escuela de Patio de Agua
- Escuela de Dulce Nombre de Coronado
- Escuela de San Francisco
- Escuela Pio XII
- Escuela de Las Nubes
- Escuela Manuel María Gutiérrez Zamora
- Escuela de San Rafael
- Escuela de Montserrat
- Escuela José Ana Marín Cubero
- Costa Rica Christian School (Incluye educación secundaria)
- Amadita Primary School

#### Colegios, liceos e institutos
- Colegio Técnico Profesional (C.T.P.) de Coronado
- Liceo de Coronado
- Liceo de San Antonio
- Liceo Hernán Zamora Elizondo
- Liceo Académico de Cascajal
- Instituto de Educación Integral (Incluye educación primaria)
- Colegio Enrique Malavassi Vargas
- The Summit School (Incluye educación primaria)
- Instituto Profesional Femenino La Pradera
- Colegio Teresiano (Incluye educación primaria)
- Colegio Cooperativo de Educación Integral de Coronado

### Deporte
El cantón es sede del Club Sport Uruguay de Coronado, fundado en 1936 y uno de los equipos con más tradición de Costa Rica. En la temporada actual participa en la Segunda División de Costa Rica, después de su descenso de la primera división en verano de 2016. El club fue fundado el 3 de enero de 1936, y su nombre nació en reconocimiento a la selección uruguaya que ganó el Campeonato Mundial de 1930. Sus colores amarillo y negro están basados en el equipo más dominante del fútbol uruguayo, el Club Atlético Peñarol.

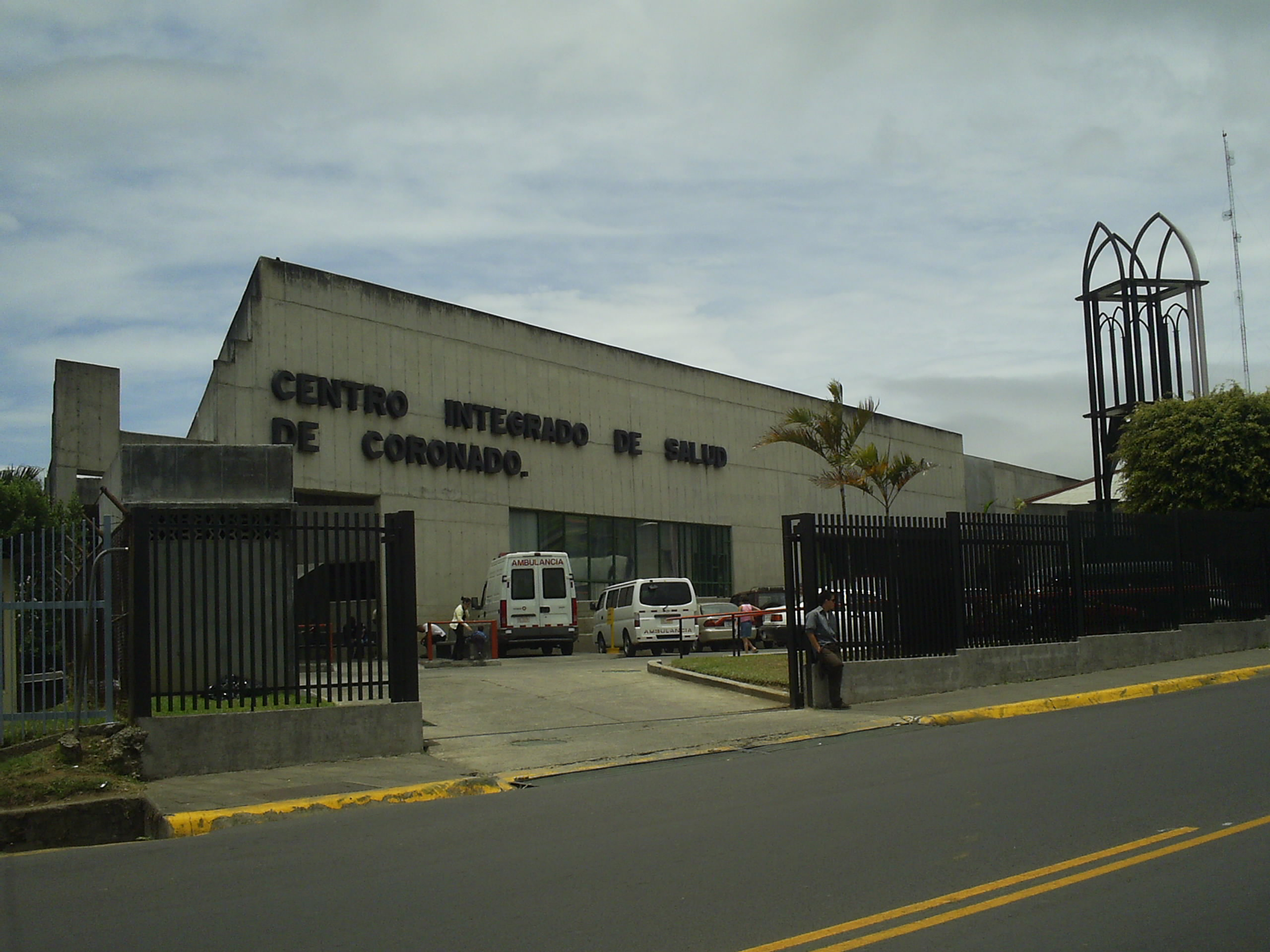
Centro Integral de Salud de Vázquez de Coronado en el distrito de San Isidro.

El cantón también cuenta con un estadio, el Estadio Municipal El Labrador, propiedad de la municipalidad de Coronado y utilizado por el Club Sport Uruguay, además del equipo Arenal Coronado de la Primera División Femenina. También fue sede del club Labrador de Coronado, que militó en la Primera División de LINAFA o Tercera División de Costa Rica hasta la temporada 2011-2012 y actualmente está en Tercera División de LINAFA, equivalente a la Quinta División de Costa Rica. El estadio se localiza en el centro del distrito de San Isidro.

### Salud
En el cantón se encuentra el Centro Integral de Salud de Coronado. Desde el incendio que afectó al Hospital Nacional Doctor Rafael Calderón Guardia en el año 2005, el centro de salud atiende emergencias las 24 horas, y la consulta externa funciona de 6 a. m. a las 10 p. m. de lunes a viernes y sábados de 6 a. m. a 1 p. m. Se atienden emergencias de todo tipo, a partir de las 8 p. m. y se brinda apoyo a los cantones de Goicoechea y Moravia que no cuentan con servicios de emergencias las 24 horas, ni sábados, ni domingos ni días feriados. Actualmente, la Dirección del Centro Médico está a cargo del Dr. Rojas Cerna, y la coordinación del servicio de emergencias está a cargo de los doctores Soto, Porras, Charpantier y Rivera.
Vázquez de Coronado también cuenta con un Comité Auxiliar de la Cruz Roja Costarricense y una estación de Bomberos de Costa Rica